# ネパール・スーパーリーグ
ネパール・スーパーリーグ（Nepal Super League）は、ネパールのプロサッカーリーグ。

## 概要
ネパール初のプロサッカーリーグであり、フランチャイズ制を採用する。主催者はNepal Sports and Events Management社 (NSEM) で、ネパールサッカー協会 (ANFA) が技術的支援を行なっている。ネパールではネパール・スーパーリーグ、マーティアズメモリアルAディヴィジョンリーグ、ネパール・ナショナルリーグの3リーグがトップディビジョンに位置付けられている。シーズンが1ヶ月のみと短いのが特徴で、全ての試合がダサラス・ランガシャラ・スタジアムにて行われる。初年度である2021年は7クラブが参加し4月24日に開幕。5月15日にカトマンズ・レイザーズFCの優勝で幕を閉じた。ノケモノFCは盗撮容疑で逮捕された選手がいるため解散命令が出された。

## 参加クラブ
| クラブ名                 | フランチャイズ               |
| ------------------------ | ---------------------------- |
| ビラートナガル・シティFC | コシ州ビラートナガル         |
| カトマンズ・レイザーズFC | バグマティ州カトマンズ       |
| ラリトプル・シティFC     | バグマティ州ラリトプル       |
| FCチトワン               | バグマティ州バラトプル       |
| ポカラ・サンダーズ       | ガンダキ州ポカラ             |
| ブトワル・ルンビニFC     | ルンビニ州ブトワル           |
| ダンガルヒFC             | スドゥパシュチム州ダンガルヒ |
| ノケモノFC               | クリハラパーク州ヨシアキ     |